# Diocesi di Tamascani
La diocesi di Tamascani (in latino: Dioecesis Tamascaniensis) è una sede soppressa e sede titolare della Chiesa cattolica.

## Storia
Tamascani, forse identificabile con Kherbet-Zembia (Cérez) nell'odierna Algeria, è un'antica sede episcopale della provincia romana della Mauritania Sitifense.
Sono solo due i vescovi documentati di questa diocesi africana. Alla conferenza di Cartagine del 411, che vide riuniti assieme i vescovi cattolici e donatisti dell'Africa romana, prese parte il donatista Donato; la sede in quell'occasione non aveva vescovi cattolici. Il nome di Onorato compare al 34º posto nella lista dei vescovi della Mauritania Sitifense convocati a Cartagine dal re vandalo Unerico nel 484; Onorato era già deceduto all'epoca della redazione di questa lista.
Dal 1933 Tamascani è annoverata tra le sedi vescovili titolari della Chiesa cattolica; l'attuale vescovo titolare è Gabino Zavala, già vescovo ausiliare di Los Angeles.

## Cronotassi

### Vescovi residenti
- Donato † (menzionato nel 411) (vescovo donatista)

- Onorato † (prima del 484)

### Vescovi titolari
- Edward Anthony McCarthy † (21 aprile 1965 - 25 agosto 1969 nominato vescovo di Phoenix)
- Simon Tonyé † (12 dicembre 1969 - 29 agosto 1973 succeduto vescovo di Douala)
- Roger Michael Mahony (7 gennaio 1975 - 15 febbraio 1980 nominato vescovo di Stockton)
- Jerzy Dąbrowski † (20 febbraio 1982 - 14 febbraio 1991 deceduto)
- Gabino Zavala, dall'8 febbraio 1994